# William E. Ward House
Das William E. Ward House, auch Ward’s Castle oder Ward House genannt, gilt als erstes in den Vereinigten Staaten gebautes Stahlbetongebäude. Es steht im Rye Brook im Bundesstaat New York an der Grenze zu Connecticut und ist seit 1992 im Privatbesitz.

## Geschichte
Das Ward House ist nach Erbauer William E. Ward, einem Maschinenbauingenieur, benannt. Ward war ein Quäker, der zusammen mit Geschäftspartnern die Schraubenfabrik Russell, Burdsall & Ward Bolt and Nut Company  (R&WB) gründete und gilt weiter als Erfinder der ersten vollautomatischen Kaltstauchmaschine für die Schraubenherstellung. Die Idee, ein Haus aus feuerfestem Beton zu bauen, kam vermutlich von seiner Mutter, die sehr große Angst vor einem Brand hatte. Der Entwurf stammte vom Architekten Robert Mook, der Bau begann 1873 und dauerte drei Jahre. Anwohner, die Wards Idee skeptisch gegenüberstanden, nannten sein Haus anfangs Ward’s Folly „Wards Dummheit“. Nachdem sich das Gebäude als stabil erwiesen hatte, wurde es im Volksmund als Ward’s Castle bekannt. Es wird angenommen, dass es das erste Wohnhaus in den Vereinigten Staaten war, das vollständig aus Beton gebaut wurde. Das Haus blieb bis 1972 im Besitz der Familie Ward und beherbergte von 1977 bis 1992 das Museum of Cartoon Art. Heute ist es ein privater Wohnsitz.

## Bauwerk
Für das Haus wurde Beton aus Portlandzement verwendet, der mit Doppel-T-Trägern und Armierungseisen verstärkt wurde. Einzig Türen, Fensterrahmen und Verkleidungen sind aus Holz. Das Design ist ein herausragendes Beispiel für die Kombination von Neugotik und der französischen Stilrichtung des Second Empire. Es wurde kein Versuch unternommen, den Beton zu verbergen. Vielmehr betonte der Entwurf den Charakter des Baumaterials. Das Bauwerk zeigte eindrücklich das Potenzial des neuen Baustoffes auf und ist deshalb nicht nur als Kulturdenkmal ins National Register of Historic Places (NRHP) aufgenommen, sondern wurde auch von der American Society of Civil Engineers (ASCE) als  Denkmal des Ingenieurbaus bezeichnet.